# Batalha de Saint Cast

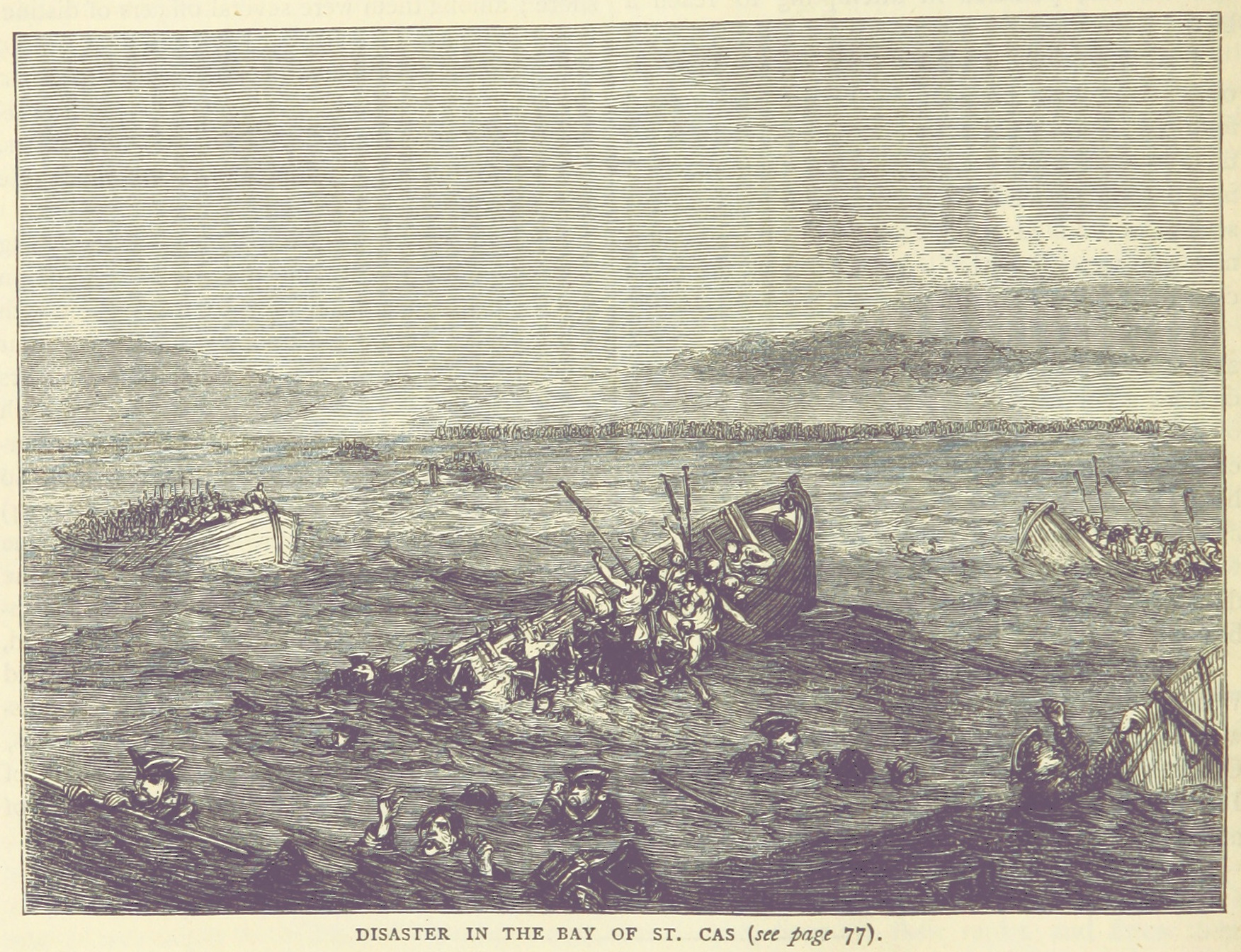
Um barco de desembarque afunda enquanto os britânicos recuam

A Batalha de Saint Cast foi um confronto militar durante a Guerra dos Sete Anos na costa francesa entre as forças expedicionárias navais e terrestres britânicas e as forças de defesa costeiras francesas. Lutado em 11 de setembro de 1758, foi vencido pelos franceses.
Durante a Guerra dos Sete Anos, a Grã-Bretanha montou inúmeras expedições anfíbias contra a França e as possessões francesas em todo o mundo. Em 1758 uma série de expedições, então chamadas de Descidas, foram feitas contra a costa norte da França. Os objetivos militares das descidas eram capturar e destruir os portos franceses, desviar as forças terrestres francesas da Alemanha e suprimir os corsários que operavam na costa francesa. A batalha de Saint Cast foi o confronto final de uma descida em força que terminou em uma vitória francesa.

## A batalha
Thomas Bligh, tenente-general, levantou acampamento às 3 da manhã do dia 11 e chegou à praia de Saint Cast antes das 9, mas o embarque foi muito lento. Os transportes ficavam bem ao largo da costa e os barcos de desembarque de fundo chato usados para transportar cerca de 70 homens cada foram inicialmente empregados no carregamento de suprimentos, artilharia, gado e cavalos. Quase nenhum soldado havia embarcado quando os franceses apareceram e iniciaram um bombardeio na praia. 
Bligh havia formado os 1ºs Guardas de Infantaria e as companhias de granadeiros dos regimentos de linha em uma retaguarda de cerca de 1500 homens sob o comando do comandante da Brigada de Guardas, Major-General Dury, para cobrir a retirada do exército por trás de alguns dunas ao longo da praia. Muita confusão e pânico se instalou entre os britânicos na pressa de sair da praia. As forças francesas desceram um caminho coberto até a praia e colocaram três brigadas em linha com uma quarta na reserva. As cinco fragatas e os ketches de bombas tentaram cobrir a embarcação britânica e seus tiros se desordenaram e fizeram recuar a linha francesa por um tempo. As baterias de artilharia francesas estavam bem posicionadas em terrenos mais altos comandando a praia e a baía. Trocaram tiros com os navios da frota e afundaram três barcos de desembarque cheios de soldados; outros barcos de desembarque foram danificados na praia. Quando as tropas britânicas que permaneciam em terra eram cerca de 3 000, os franceses se aproximaram. Sob fogo da frota britânica, os franceses avançaram contra a posição britânica final liderada por um batalhão de 300 homens de companhias combinadas de granadeiros em uma carga de baioneta comandada pelo Marquês de Cussi e Conde de Montaigu. A retaguarda sob Dury tentou um contra-ataque no qual ele foi ferido fatalmente e os 1º Guardas de Infantaria e granadeiros de linha fugiram para o mar com 800 mortos e mais de 700 prisioneiros. A infantaria francesa perseguiu os retardatários em águas até a cintura até que a frota cessou o fogo, momento em que atenderam os feridos britânicos, tendo sofrido cerca de 300 baixas.

## Consequências
Enquanto os britânicos continuaram tais expedições contra colônias e ilhas francesas além do alcance das forças terrestres francesas, esta foi a última tentativa de uma expedição anfíbia em vigor contra a costa da França durante a Guerra dos Sete Anos. O fiasco do embarque de Saint Cast ajudou a convencer o primeiro-ministro britânico Pitt a enviar ajuda militar e tropas para lutar ao lado de Fernando e Frederico, o Grande, no continente europeu. O potencial negativo para outro desastre e as despesas de expedições deste tamanho foram considerados como compensando o ganho temporário dos ataques.